# George Breazul
George Breazul, pe numele real Gheorghe N. Georgescu-Breazul (n. 14 septembrie 1887 – d. 3 august 1961) a fost muzicolog, profesor, etnomuzicolog și critic muzical român.

## Biografie
S-a născut la data de 14 septembrie 1887 în localitatea Amărăștii de Jos, județul Dolj.
Studiile muzicale le-a început la Seminarul din Râmnicu Vâlcea și Seminarul Central din București (1899-1907), continuându-le la Conservatorul din București (1908-1912), cu profesorii D. G. Kiriac (teorie-solfegiu), Ion Nonna Otescu și Alfonso Castaldi (armonie, contrapunct).
În 1910 este impiegat la Casa Școalelor din București, iar între 1914-1916 profesor la Institutele particulare „Model”, „Lolliot” și „Sf. Gheorghe” din București.
Din 1919 ajunge maestru de muzică (până în 1920) și profesor (1920-1921, 1924-1926) la Liceul Militar Mănăstirea Dealu din Târgoviște
Între 1920-1925 conduce, împreună cu Maximilian Costin, revista „Muzica” din Timișoara.
Între 1922-1924 se specializează, ca auditor, la Universitatea din Berlin, cu profesorii Oskar Fleischer (istoria muzicii medievale, notație muzicală), Johannes Wolf, Richard Sternfeld, Hermann Abert (istoria muzicii), Erich Moritz von Hornbostel (folclor comparat, practica înregistrării fonografice), Curt Sachs (teoria instrumentelor), Johannes Wolf (muzica medievală), Max Friedländer (folclor), Georg Schünemann (pedagogie muzicală), Carl Stumpf (psihologie muzicală), Eduard Spranger (folclor comparat), Ferdinand Jakob Schmidt (pedagogie), Riehl, Groethnisen, Dessoir, Breysig. Se specializează la Laboratorul „La Charité” cu profesorul Karl Schaeffer.
În 1922 devine membru al Societății Academice Române din Berlin.
Între 1925-1926 este profesor de educație muzicală și ritmică la Oficiul Național de Educație Fizică din București
Între 1926-1927 profesor de muzică vocală la Seminarul Central din București și concomitent profesor provizoriu de teorie-solfegiu la Conservatorul din București. Este profesor de enciclopedie și pedagogia muzicii (1927-1938 și 1945-1946), de teorie-solfegiu (1939-1945 și 1946-1953), profesor și șef de catedră de istoria muzicii (1953-1961) la Conservatorul din București.
În 1927 pune bazele Arhivei Fonogramice a Ministerului Instrucției, Cultelor și Artelor, pe care o conduce până în 1941, culegând, transcriind și publicând folclor.
Între 1928-1936 este profesor onorific de estetică, acustică, pedagogie, psihologie și practică muzicală la Academia de Muzică Religioasă din București.
Între 1932-1939 ajunge inspector General al Învățământului muzical secundar din România și profesor de muzică românească și consilier la Liceul Militar Muzical din București (1941-1942 și 1950-1953).
Între 1939-1941 fondează și conduce colecția de muzicologie „Melos”, destinată studiilor de istoria muzicii românești
În 1947 devine membru corespondent la Max Reger-Institut din Bonn, iar în 1958 la Gesellschaft der Freunde des International Musiker-Briefe-Archive din Berlin.

## Realizări
A susținut emisiuni radiofonice și de televiziune, conferințe, prelegeri, concerte-lecții și comunicări științifice în țară și în străinătate (Cehoslovacia, Germania, Austria). A întreprins călătorii de studii și documentare în Germania, URSS, Austria, Franța etc. A activat ca dirijor de cor și de orchestră la formațiile „Doina”, „Schubertbund”, „Crângul”, „Societatea Funcționarilor Publici”, „Societatea pentru Răspândirea Cântărilor”, „Cântarea României” din București etc.
A publicat studii, articole, cronici muzicale, recenzii în revistele „Boabe de grîu”, „Muzica”, „Studii de muzicologie”, „Probleme de muzică”, „Cultura”, „Izvorașul”, „Armonia” (Botoșani), „Teatru și Muzică”, „Mișcarea literară”, „Revista Fundațiilor”, „Gîndirea”, „Revista de Pedagogie”, „Cercetări folclorice”, „Ideea Europeană”, „Revista Generală a Învățământului”, „Tinerimea Română”, „Raze de Lumină”, „Îndrumătorul Cultural”, „Flacăra”, „Contemporanul”, „The Musical Quarterly” (New York), „Der Auftakt” (Praga), „Serdika” (Sofia) ș.a.
A fost membru al Deutsche Musikgesellsckaft din Leipzig (1928), International Musicological Society cu sediul la Basel (1928), Gesellschaft der Musikforschung din Berlin (1925), Societatea Internațională din Praga (1936), Société Française de Musicologie din Paris (1938), Instituto Nazionale di Studi sul Rinascimento din Florența (1924)
A colaborat cu articole lexicografice la Encyclopédie de la Musique-Fasquelle, Die Musik in Geschichte und Gegenwart, Riemann Musik-Lexikon, Enciclopedia dello Spettacolo, Balșaia Ențiklopedia Sovietskaia, Südosteuropa Handbuch, Das Musikschriftung, Who's Who in Music (Copenhaga), etc. Și-a închegat cea mai mare bibliotecă muzicală particulară din țară.

## Decesul
Moare la data de 3 august 1961 în București.

## Distincții
- Premiul Academiei Române (1931, 1933, 1937)
- laureat al Premiului de Stat clasa I (1955)
- Ordinul Muncii clasa a II-a (20 mai 1955) „cu prilejul împlinirii a 90 de ani de la înființarea Conservatorului de muzică «Ciprian Porumbescu» și pentru merite deosebite în activitatea didactică”[2]

## Lucrări

### Volume (postum)
- Gavriil Musicescu. Schiță monografică, București, Editura Muzicală, 1962
- Pagini din istoria muzicii românești, Editura Muzicală a Uniunii Compozitorilor din R.S.R., București
Volumul 1 (ediție îngrijită și prefațată de Vasile Tomescu), 1966, 596 pag.
Volumul 2: Însemnări cu privire la creația muzicală românească [1924-1943] (ediție îngrijită și prefațată de Gheorghe Firca), 1970, 254 pag.
Volumul 3: Scrieri publicistice, organizate după interpreți (ediție îngrijită și prefațată de Gheorghe Firca), 1974, 460 pag.
Volumul 4 (ediție îngrijită și prefațată de Gheorghe Firca), 1977, 414 pag.
Volumul 5: Cercetări de istorie și folclor (ediție îngrijită de Gheorghe Ciobanu), 1981, 501 pag.
Volumul 6 (ediție îngrijită și prefațată de Vasile Vasile), 2003, 379 pag.  ISBN 973-42-0337-1
- D. G. Kiriac (ediție îngrijită de Titus Moisescu), București, Editura Muzicală, 1973

### Studii de pedagogie muzicală
- Observațiuni relative la învățământul muzical din școala secundară, în „Muzica”, Timișoara, nr. 10-11, 1920
- O catedră de pedagogie muzicală la Conservatorul din București, în „Muzica”, Timișoara, nr. 3, 1925
- Înființarea unei catedre de pedagogie la Conservator, în „Rampa”, București, 14 octombrie 1927
- Educația muzicală, în „Program de lucru pentru acțiunea culturală”, Ministerul Instrucției, Cultelor și Artelor. Direcția Educația Poporului, București, 1933
- Muzica românească la Praga. România la întîiul Congres internațional de educație muzicală, ținut la Praga în aprilie 1936, București, Editura Cartea Românească, 1936
- Die Musikerziehnung in Rumanien, București, Institutul de Arte Grafice „Luceafărul”, 1936
- Musikerziehnung als wissenschaftkuche Disziplin, în „Der Auftakt”, Praga, 16, nr. 3-4, 1937
- Un capitol de educație muzicală (extras din Omagiu lui Constantin Kirițescu), București, Editura Cartea Românească, 1937
- Educația muzicală în școala primară, în „Revista Pedagogică”, Caietul 2, 1938

### Lucrări didactice
- Carte de cîntece pentru clasa I secundară (desene de Demian), Craiova, Editura Scrisul Românesc, 1931 (în colaborare cu Sabin Drăgoi)
- idem clasa a II-a, 1932
- idem clasa a III-a, 1932
- idem clasa a IV-a, 1933
- Carte de cîntece pentru copii pentru clasa I primară, Craiova, Editura Scrisul Românesc, 1937 (în colaborare cu Nicolae Saxu)
- idem clasa a II-a, 1937
- idem clasa a III-a, 1937
- idem clasa a IV-a, 1937
- Metodă de vioară: Partea I, poziția I, pentru Școli Normale, Conservatoarea particulare și învățământul individual, Craiova, Editura Scrisul Românesc, 1937 (în colaborare cu Maximilian Costin)
- Istoria muzicii românești (curs ținut la Conservatorul de Muzică „Ciprian Porumbescu” din București), litografie, Ministerul Învățământului și Conservatorului, 1956
- Carte de cîntece pentru copii (ediție îngrijită și postfață de Titus Moisescu, ilustrații de A. Sirin), București, Editura Muzicală, 1985